# Jessica Alexander

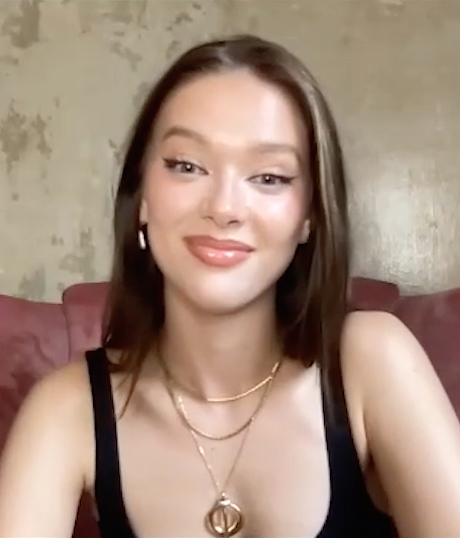
Jessica Alexander (2022)

Jessica Caroline Alexander (* 19. Juni 1999 in Westminster, London) ist eine britische Schauspielerin und Model.

## Leben und Karriere
Alexander wurde am 19. Juni 1999 in Westminster geboren und begann im Alter von fünf Jahren in einem Gemeindesaal in der Nähe ihrer Heimat mit der Schauspielerei.
Im Alter von 14 Jahren gab sie ihr Debüt im Kurzfilm Necktie. 2016 spielte sie im Kurzfilm Truck mit. Ihr Fernsehdebüt gab sie 2018 in zwei Staffeln der italienischen Disney-Channel-Serie Penny on M.A.R.S. als Lucy Carpenter. Im selben Jahr wurde sie von Select Model Management gescoutet. 2020 stellte Alexander in der BBC iPlayer Serie Get Even, welche später von Netflix international veröffentlicht wurde, die Rolle der Olivia Hayes dar. Im südafrikanischen dystopischen Thriller Glasshouse spielte sie 2021 die Rolle der Bee. Ebenfalls 2021 spielte sie im britischen Horrorfilm A Banquet die Rolle der Betsey Hughes. Im Juli 2022 spielte sie im Thriller Into the Deep von Kate Cox mit. 2023 spielte sie im Romantik-Fantasy-Film Arielle, die Meerjungfrau die Rolle der Vanessa. In der Fernsehserie Fallen spielt Alexander seit 2024 die Hauptrolle der Luce.
Alexander ist offen bisexuell. Auf Instagram nutzt sie ihre Reichweite, um LGBT-Themen mehr Gehör zu schaffen.

## Filmografie
- Necktie (2013)
- Truck (2016)
- Penny on M.A.R.S. (2018)
- Get Even (2020)
- Glasshouse (2021)
- A Banquet (2021)
- Into the Deep (2022)
- Arielle, die Meerjungfrau (2023)
- Fallen (2024)